# 五台乡
五台乡，是中华人民共和国吉林省长春市德惠市下辖的一个乡镇级行政单位。

## 行政区划
五台乡下辖以下地区：
长太村、治水村、郭家村、治田村、双龙村、狼洞村、五台村、青山村、恒兴村、新胜村、浮家村、治坡村、太平村和卢家村。